# Inna Stepanova
Inna Yakovlevna Stepanova (en russe : Инна Яковлевна Степанова, née le 17 avril 1990) est une archère russe. Elle est sacrée aux championnats du monde de tir à l'arc en 2015.

## Biographie
Inna Stepanova fait ses débuts au tir à l'arc en 2002. Ses premières compétitions internationales ont lieu en 2005. En 2015, elle remporte l'épreuve de tir à l'arc par équipe femme lors des championnats du monde.

## Palmarès
- Jeux olympiques[2]
  - 17e à l'épreuve individuel femmes aux Jeux olympiques d'été de 2012 à Londres.
  - 4e à l'épreuve par équipe femmes aux Jeux olympiques d'été de 2012 à Londres.
  - 9e à l'épreuve individuelle femme aux Jeux olympiques d'été de 2016 à Rio de Janeiro.
  -  Médaille d'argent à l'épreuve par équipe femme aux Jeux olympiques d'été de 2016 à Rio de Janeiro (avec Tuyana Dashidorzhieva et Ksenia Perova).

- Championnats du monde[1]
  -  Médaille de bronze à l'épreuve individuel femme aux championnats du monde junior de 2008 à Antalya.
  -  Médaille d'or à l'épreuve par équipe femme aux championnats du monde 2015 à Copenhague (avec Tuyana Dashidorzhieva et Ksenia Perova).

- Coupe du monde[1]
  -  Médaille d'argent à l'épreuve par équipe femme à la coupe du monde 2009 à Antalya.
  -  Médaille d'argent à l'épreuve par équipe femme à la coupe du monde 2010 à Antalya.
  -  Médaille d'argent à l'épreuve individuel femme à la coupe du monde 2010 à Antalya.
  -  Médaille d'argent à l'épreuve par équipe femme à la coupe du monde 2011 à Porec.
  -  Médaille d'or à l'épreuve individuel femme à la coupe du monde 2011 à Shanghai.
  -  Médaille d'or à l'épreuve par équipe femme à la coupe du monde 2012 à Ogden.
  -  Médaille d'or à l'épreuve individuel femme à la coupe du monde 2013 à Medellín.
  -  Médaille de bronze à l'épreuve par équipe femme à la coupe du monde 2014 à Antalya.
  -  Médaille de bronze à l'épreuve par équipe femme à la coupe du monde 2016 de Shanghai.
  -  Médaille d'argent à l'épreuve par équipe femme à la coupe du monde 2016 à Antalya.

- Championnats d'Europe[1]
  -  Médaille d'or à l'épreuve par équipe femme aux championnats d'Europe de 2010 en Italie.
  -  Médaille d'argent à l'épreuve individuel femme aux championnats d'Europe de 2010 en Italie.
  -  Médaille de bronze à l'épreuve par équipe mixte aux championnats d'Europe 2018 de Legnica.

- Championnats d'Europe en salle

- -  Médaille de bronze à l'épreuve par équipe femmes aux championnats d'Europe en salle de 2013 à Rzeszów[3].
  -  Médaille d'or à l'épreuve par équipe femmes aux championnats d'Europe en salle de 2019 à Samsun.
  -  Médaille de bronze à l'épreuve individuelle femmes aux championnats d'Europe en salle de 2019 à Samsun.

- Universiade[1]
  -  Médaille de bronze à l'épreuve par équipe femme aux Universiade d'été de 2015 de Gwangju.
  -  Médaille de bronze à l'épreuve par équipe mixte aux Universiade d'été de 2015 de Gwangju.